# إنتارسيا ثيرابيوتكس
إنتارسيا ثيرابيوتكس Intarcia Therapeutics هي شركة أدوية حيوية أمريكية مقرها في بوسطن، ماساتشوستس، وتم تأسيسها بموجب قوانين ولاية ديلاوير . تأسست في عام 1995 تحت اسم BioMedicines وتم تغييرها إلى اسمها الحالي في عام 2004. في عام 2013، نقلت الشركة مقرها الرئيسي إلى بوسطن، مع الحفاظ على منشأة التصنيع الخاصة بها في هايوارد، كاليفورنيا. بالإضافة إلى بوسطن وهايوورد، تمتلك الشركة أيضًا موقع في منتزه مثلث البحوث في بولاية كارولينا الشمالية ، حيث تقوم باكتشاف وتطوير الببتيدات لنظام توصيل الأدوية الخاص بها.
عام 2005، كانت القيادة التنفيذية لشركة إنتارسيا منوطة بشكل كبير بشخصين، هما كارلينج ليونج وجيمس أهليرز، الرئيس/المدير التنفيذي/المدير، ونائب الرئيس/المدير المالي/مسؤول المالية والعمليات، على التوالي. بحلول عام 2012 حل كيرت جريفز محل كارلينج ليونج كرئيس ومدير تنفيذي. انضم كيرت غريفز إلى إنتارسيا منذ أغسطس 2010، حيث شغل في البداية منصب الرئيس التنفيذي قبل أن يصبح الرئيس والمدير التنفيذي في أبريل 2012.
اعتبارًا من عام 2016، تعمل شركة إنتارسيا على تطوير "علاج محتمل لمرض السكري من النوع الثاني يُعطى مرة واحدة كل سنة". يُعرف هذا العلاج باسم ITCA 650، ويتكون من إكسيناتيد يُوصل عبر نظام ميديكال لتوصيل الأدوية، وهو "منصة توصيل أدوية تعمل على تثبيت البروتينات والببتيدات العلاجية وتوصيلها". رُفض طلب موافقة إدارة الغذاء والدواء الأمريكية على الدواء في عامي 2017 و 2020.

## المستثمرون
في نوفمبر 2012، حصلت الشركة على 210 مليون دولار أمريكي في أسهم مفضلة وتمويل الديون من مجموعة Baupost، و Farallon Capital Management ، و New Enterprise Associates ، وNew Leaf Venture Partners، و Venrock Associates . ومن بين المستثمرين الآخرين Greenspring Associates ،  Alta Partners وGranite Venture Partners.
في أبريل 2014، حصلت الشركة على تمويل إضافي بقيمة 200 مليون دولار. قادت شركة آر ايه كابيتال [الإنجليزية] الجولة وانضم إليها مستثمرون جدد وحاليون. في أبريل 2015 جمعت الشركة 225 مليون دولار مقابل 1.5% من صافي المبيعات العالمية المستقبلية لـ ITCA 650  في مايو 2016، حصلت إنتارسيا ثيرابيوتكس على تمويل إضافي بقيمة 75 مليون دولار لتوسيع نطاق التصنيع والمخزون تحسبًا للإطلاق العالمي لـ ITCA 650. في سبتمبر 2016، جمعت تمويل إضافي بقيمة 215 مليون دولار كرأس مال للتحضير للإطلاق التجاري لـ ITCA 650 في أواخر عام 2017 وبرامج خطوط الأنابيب الإضافية.

## ملحوظات
1. ↑  "Fortune.com unicorn list". 2016. اطلع عليه بتاريخ 2020-07-17.
2. ↑  "Investors pump $200M into Intarcia's PhIII for once-yearly diabetes therapy". www.fiercebiotech.com. أبريل 2014.
3. ↑  "INTARCIA THERAPEUTICS, INC."، AMENDMENT NO. 1 TO FORM S-1، SEC، 18 مارس 2005، مؤرشف من الأصل في 2019-07-22، اطلع عليه بتاريخ 2012-11-15
4. ↑  Ron Leuty (15 نوفمبر 2012)، "Intarcia raises $210M as it pushes once-a-year diabetes treatment into Phase III, moves HQ to Boston area"، San Francisco Business Times، اطلع عليه بتاريخ 2012-11-15
5. ↑  "Stocks". Bloomberg.com. مؤرشف من الأصل في 2025-03-07.
6. ↑  "Study of ITCA 650 (Exenatide in DUROS) in Subjects With Type 2 Diabetes Mellitus"، موقع التجارب السريرية، 1 مايو 2012، مؤرشف من الأصل في 2021-04-07، اطلع عليه بتاريخ 2012-11-15
7. ↑  "Company Overview of Intarcia Therapeutics, Inc."، بلومبيرغ بيزنس ويك، مؤرشف من الأصل في 2013-01-18، اطلع عليه بتاريخ 2012-11-15
8. ↑  "Intarcia's diabetes drug implant ITCA 650 receives second FDA rejection". 27 مارس 2020. مؤرشف من الأصل في 2023-06-02.
9. ↑  "AtTaIntarcia raises $210M as it pushes once-a-year diabetes treatment into Phase III, moves HQ to Boston area". BizJournals. 15 نوفمبر 2012. اطلع عليه بتاريخ 2013-11-07.
10. ↑  "Direct Investments". Greenspring Associates. 7 نوفمبر 2013. اطلع عليه بتاريخ 2013-11-07.
11. ↑  Winslow، Ron (28 أبريل 2015). "Startup Intarcia Raises $225 Million". Wall Street Journal. مؤرشف من الأصل في 2022-06-26 – عبر www.wsj.com.
12. ↑  "Intarcia raises $75M, touts final data as it preps to launch once-yearly diabetes drug implant". www.fiercebiotech.com. 9 مايو 2016. مؤرشف من الأصل في 2021-05-06.
13. ↑  "Diabetes 'Unicorn' Raises Final VC Round Before IPO". Fortune. مؤرشف من الأصل في 2023-09-07.
14. Exhibit 4.1، SEC، مؤرشف من الأصل في 2019-07-22، اطلع عليه بتاريخ 2012-11-15

## روابط خارجية
- الموقع الرسمي
- الببتيدات المباشرة